# Monica Calhoun
Monica Calhoun (Filadelfia, 29 luglio 1971) è un'attrice statunitense.

## Filmografia parziale

### Cinema
- Bagdad Café (Out of Rosenheim), regia di Percy Adlon (1987)
- Un eroe piccolo piccolo (Jack the Bear), regia di Marshall Herskovitz (1993)
- Sister Act 2 - Più svitata che mai (Sister Act 2: Back in the Habit), regia di Bill Duke (1993)
- The Players Club, regia di Ice Cube (1998)
- The Best Man, regia di Malcolm D. Lee (1999)
- Love & Basketball, regia di Gina Prince-Bythewood (2000)
- Civil Brand, regia di Neema Barnette (2002)
- Trois 2 - Una relazione ambigua (Trois 2: Pandora's Box), regia di Rob Hardy (2002)
- Love Chronicles, regia di Tyler Maddox-Simms (2003)
- Gang of Roses, regia di Jean-Claude La Marre (2003)
- The Salon, regia di Mark Brown (2005)
- The Best Man Holiday, regia di Malcolm D. Lee (2013)
- Everything But a Man, regia di Nnegest Likké (2016)

### Televisione
- I ragazzi della notte (Children of the Night) – film TV (1985)
- Bagdad Cafe – serie TV, 15 episodi (1990-1991)
- E lei rimase sola (She Stood Alone) – film TV (1991)
- CBS Schoolbreak Special – serie TV, 3 episodi (1989-1995)
- Più in alto di tutti (Rebound: The Legend of Earl 'The Goat' Manigault) – film TV (1996)
- Una vita di ricordi (The Ditchdigger's Daughters) – film TV (1997)
- Grey's Anatomy – serie TV, 1 episodio (2006)
- Diary of a Single Mom – serie TV, 26 episodi (2009-2011)